# FIESA
Le Festival international de sculpture sur sable (Festival internacional de escultura em areia en portugais, FIESA ) est le plus grand festival international de sculpture sur sable qui se déroule chaque année depuis 2003 à Pêra, dans la région de l'Algarve au Portugal.

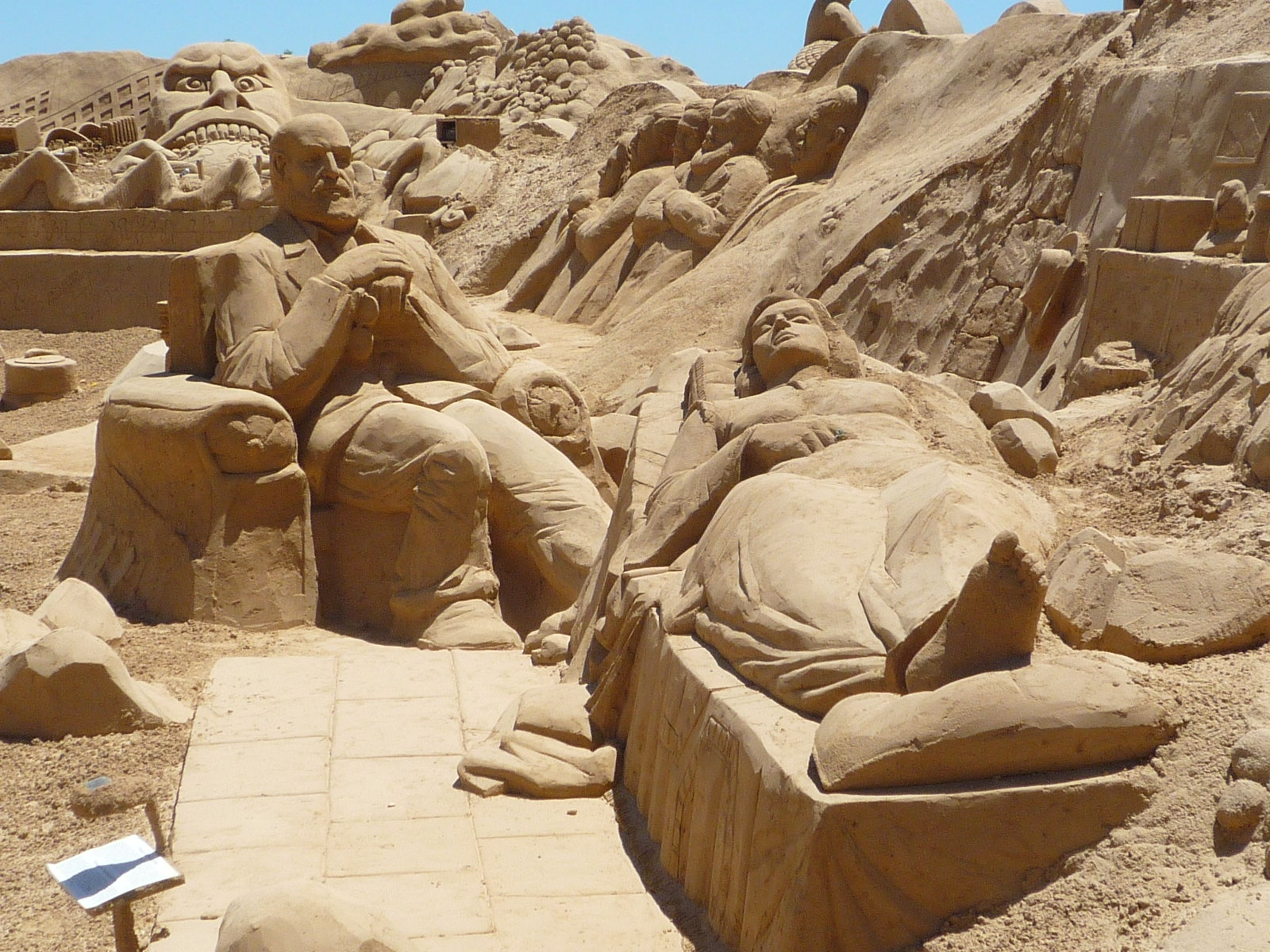
Statue de sable de Sigmund Freud, en 2009.

Chaque année, près de 60 artistes participent au festival et utilisent 35 000 tonnes de sable pour leurs créations artistiques éphémères sur une surface de 15 000 m2. L'événement est ouvert aux visiteurs du matin au soir, où des lumières nocturnes et des spectacles en plein air (cirque, danse, musique et théâtre) donnent au festival un autre visage. 
Le festival s'organise autour d'un thème qui est différent chaque année et auquel les artistes se fient pour leurs créations. Les différents thèmes cherchent à être ludiques et didactiques, et sont les suivants:
- 2003: La terre des rêves
- 2004: Les contes
- 2005: Les mondes perdus
- 2006: Mythologies
- 2007: Les merveilles du monde
- 2008: Hollywood
- 2009: Les découvertes
- 2010: Le monde vivant
- 2011: Animaland
- 2012: Les idoles
- 2013: La musique
- 2017: Hommage aux arts